# A Dramatic Turn of Events
A Dramatic Turn of Events (рус. Драматичный поворот событий) — одиннадцатый студийный альбом американской прогрессив-метал-группы Dream Theater. Он был выпущен 13 сентября 2011 года на лейбле Roadrunner Records. Является первым альбомом группы с участием нового барабанщика Майка Манджини, который заменил Майка Портного, покинувшего группу в сентябре 2010 года.

## История

### Майк Портной покидает группу
8 сентября 2010 года Майк Портной (барабанщик, композитор, продюсер и один из лидеров группы, работающий с ней с самого начала — 1985 год) заявил на своей страничке в Facebook о том, что покидает группу.

После 25 лет работы я решил покинуть Dream Theater, группу, которую я основал, которой руководил, и которую по-настоящему любил на протяжении четверти века. Для многих это станет настоящим шоком, а некоторые, скорее всего, меня не поймут, но, пожалуйста, поверьте, что это не спонтанное решение… оно назревало уже год. Мне жаль разочаровывать фэнов Dream Theater по всему миру… Я изо всех сил старался спасти ситуацию и найти из неё выход… Я честно хотел всего лишь перерыва (а не раскола), но человека нельзя насильно сделать счастливым, счастье идет изнутри.
Оригинальный текст (англ.)
After 25 years, I have decided to leave Dream Theater....the band I founded, led and truly loved for a quarter of a century. To many people this will come as a complete shock, and will also likely be misunderstood by some, but please believe me that it is not a hasty decision...it is something I have struggled with for the last year or so.... I'm sorry to all the disappointed DT fans around the world...I really tried to salvage the situation and make it work...I honestly just wanted a break (not a split)...but happiness cannot be forced, it needs to come from within....
Майк Портной

### The Spirit Carries On, или поиск нового барабанщика
После ухода Майка Портного группа принялась искать нового барабанщика. Семеро из числа лучших барабанщиков мира были приглашены на прослушивание: Майк Манджини (Steve Vai, Extreme, Annihilator), Дерек Родди (Hate Eternal), Томас Ланг (stOrk), Вирджил Донати (Planet X, Seven the Hardway), Марко Миннеманн (Necrophagist), Акулес Пристер (Angra) и Питер Вилдор (Darkane). Прослушивание проходило в три этапа: сначала каждый барабанщик должен был сыграть с группой три композиции: «A Nightmare To Remember» (2009), «The Dance Of Eternity» (1999), «The Spirit Carries On» (1999); затем — импровизация с группой; на третьем этапе каждому барабанщику нужно было подобрать ритм к ломанному гитарному риффу, который наигрывал Джон Петруччи. После — собеседование с группой. В итоге группа остановилась на трёх музыкантах: Майк Манджини, Марко Миннеманн, Питер Вилдор. Но благодаря мастерству и артистизму в качестве нового барабанщика Dream Theater стал Майк Манджини. Вся информация по поводу прослушивания содержится на DVD, названном в честь композиции группы 1999 года (альбом «Metropolis Pt. 2: Scenes from a Memory») — The Spirit Carries On.

### Запись альбома
Запись альбома началась 3 января 2011 года в Cove City Sound Studios на Лонг-Айленде. 14 апреля 2011 года Джеймс ЛаБри начал писать свои вокальные партии, а 28 июня 2011 Энди Уоллес закончил сведение альбома. Также Джон Петруччи и Джордан Рудесс отметили в интервью на MusicRadar.com, что Майк Манджини не принимал участия в процессе написания композиций альбома.

Майк не писал с нами. В основном, мы приходили в студию и делали свои дела. Мы написали композиции и отправили их ему. Он пришёл и просто наложил свои партии. Он невероятен. Я завершаю свои клавишные партии и иду к компьютеру посмотреть, что там происходит. У меня просто нет слов! Парень всё делает правильно!
Оригинальный текст (англ.)
Mike didn't write with us. Basically, we got in the studio and did our thing. We wrote songs and sent them to him. He came in and just nailed his parts. He's incredible. I'm finishing my keyboard parts right now, and I'll go to the computer to see how things are lining up, and I'm just speechless. The guy doesn't mess up!
Джордан Рудесс

8 июня 2011 года группа опубликовала название и трек-лист альбома в интернете. Обложка была нарисована чуть позже Хью Саймом, который рисовал обложки к Octavarium (2005), Systematic Chaos (2007) и Black Clouds & Silver Linings (2009). 29 июня 2011 года был выпущен первый сингл с нового альбома под названием «On the Backs of Angels». Композиция заняла первое место в трек-листе альбома, а также входила в сет-лист летнего европейского тура в поддержку альбома (A Dramatic Turn Of Events Tour). 15 сентября 2011 на композицию был снят 8-минутный видеоклип. Он вошёл в историю как самый длинный видеоклип за всё творчество группы. Также композиция не была сокращена, как все предыдущие (исключение: видеоклип «Another Day» (1992 год), The Silent Man (1994 год) и анимация «Forsaken» (2007 год) в частности из-за ограниченного эфира, ротации на музыкальных телеканалах (в частности MTV).

## Название
A Dramatic Turn of Events (рус. Драматический поворот событий) — первый альбом с новым барабанщиком Майком Манджини и первый альбом, в котором клавишник Джордан Рудесс широко использует планшетный компьютер iPad компании Apple с музыкальной программой MorphWiz, созданными им (Рудессом) самим. Альбом длительностью в 77:05 получил своё название в связи с внезапным уходом постоянного барабанщика группы Майка Портного.

## Музыкальный стиль
Музыкальный стиль группы в этом альбоме Джордан Рудесс описал как «тяжёлый, опустошительный, в стиле Латино» с широким диапазоном различных звуков. Он также отметил, что мелодичность этому жанру придаёт звук чистого фортепиано. Но на протяжении всего альбома группа не теряет основного жанра музыки (прогрессив-метал), дополняя её ломаными ритмами, быстрыми пассажами и относительно большой длительностью композиций (от 3:56 («Far From Heaven») до 12:25 («Breaking All Illusions»).
Бразильский гитарист Тиаго Кампос сравнил A Dramatic Turn of Events с альбомом Images and Words (1992 год). В своём предположении музыкант заявил, что «удивлён, что никто не замечает сходства». Майк Портной после прослушивания альбома поддержал Тиаго и оценил работу группы. Свои предположения Тиаго Кампос выложил на странице в Facebook.

## Тематика песен
Лирика альбома в частности относится к политике США. Об этом заявили Джеймс ЛаБри и Джон Петруччи в интервью «Track by Track» (рус. Трек за треком) на YouTube. Также видеоклип композиции «On The Backs of Angels» содержит кадры с флагом США, Белым Домом и небоскрёбами.

## Обложка, CD и нарушение авторских прав
Обложка альбома была нарисована известным художником обложек разных групп рока Хью Саймом. Группа была знакома с художником ещё с 1997 года. Он рисовал обложки таких альбомов группы, как Octavarium (2005), Systematic Chaos (2007) и Black Clouds & Silver Linings (2009).
Также художник оформлял своими рисунками небольшую книжечку внутри самого CD альбома. В ней были напечатаны тексты композиций на фоне различных символов каждой композиции, таких как флаг США, океан, рыцарь в пустыне и т. д., а также постер с фотографией музыкантов.
В апреле Майк Портной подал в суд на Dream Theater за «неправомерное исключение» из состава группы, а именно, за то, что группа использовала название «Dream Theater» (его придумал отец Майка), «Ytse Jam, Inc.», «Infinity Tours, Inc.» в новом релизе и турне.

## Отзывы
| Оценки критиков    | Оценки критиков |
| Источник           | Оценка          |
| ------------------ | --------------- |
| Allmusic           | [ 27 ]          |
| The AU Review      | [ 28 ]          |
| The Gazette        | [ 29 ]          |
| My Metal Bin       | [ 30 ]          |
| The Metal Critic   | [ 31 ]          |
| Rock Sins          | [ 32 ]          |
| Sea of Tranquility | [ 33 ]          |
| Sputnikmusic       | [ 34 ]          |
| Starpulse          | [ 35 ]          |
| Suite101           | [ 36 ]          |
| BBC Music          | [ 37 ]          |
| PopMatters         | [ 38 ]          |

A Dramatic Turn of Events получил достаточное количество рецензий. Рич Вильсон описал этот альбом в своём ревью как «свежий и потрясающий». В рецензии The AU Review Дейв Робертс поставил альбому наивысший балл и назвал его «шедевром». В ревью Rock Sins Джеми Гиберти также оценил альбом, но отметил, что в нём отсутствовали выделяющиеся композиции. Журнал Drumhead не забыл и про технику игры и ударную установку Майка Манджини: «Манджини блестяще продемонстрировал свою скорость и ловкость игры на барабанах. Также он так грамотно использовал свой талант, что не помешал другим музыкантам проявить себя тоже».
Джеймс ЛаБри, Джон Петруччи и Джордан Рудесс рассказали на официальном сайте лейбла Roadrunner Records об альбоме.
Вокалист группы Джеймс ЛаБри рассказал, что «последние несколько месяцев прошли наиболее успешно и с пользой», и именно это позволило группе довольно быстро создать новые мелодии и риффы. По словам гитариста группы, продюсера нового альбома Джона Петруччи и клавишника Джордана Рудесса «звук будет отличным», тем более, что альбом миксировал Энди Уоллес, работавший со многими известными метал-группами. Музыканты признались, что «вложили душу и сердце в создание нового альбома», так как в процессе написания композиций у каждого музыканта по-своему «жизнь менялась». «Именно это помогло нам зарыться в глубь себя и написать лучшие композиции, которые мы только можем создать», — признался клавишник Джордан Рудесс.

## Рейтинги
20 сентября 2011 года альбом попал на 8-е место американского чарта Billboard 200 в отличие от предыдущего альбома Black Clouds & Silver Linings (2009), который занял 6-е место в том же чарте. Уже второй раз группа достигает десятки чарта. На сегодняшний день A Dramatic Turn of Events занимает второй наивысший результат в Billboard 200.
Согласно Finnish Albums Chart и UK Rock Chart альбом занимает первые позиции в чартах, в Dutch Albums Chart новый релиз оказался на второй строке рейтинга. Самую низкую позицию альбом занял в Polish Albums Chart, появившись на 38 строке рейтинга.

## Тур в поддержку альбома
Летний европейский концертный тур в поддержку альбома A Dramatic Turn of Events начался 4 июля 2011 года в Риме и закончилось 24 августа 2011 года в Секешфехерваре (Венгрия). Осенний тур будет проходить по США и Канаде, начнётся 24 сентября 2011 года в Сан-Франциско и закончится 26 октября 2011 года в Остине (штат Техас, США). Также 7 ноября 2011 года группа сыграет «An Evening With…» в «J.B.’s club» в Дадли (Англия).
Точные города и даты были опубликованы 1 августа 2011 года.

## Список композиций

### Обычное издание
| №  | Название                     | Текст песни     | Музыка                                | Длительность |
| -- | ---------------------------- | --------------- | ------------------------------------- | ------------ |
| 1. | «On the Backs of Angels»     | Джон Петруччи   | Петруччи, Джордан Рудесс, Джон Маянг  | 8:42         |
| 2. | «Build Me Up, Break Me Down» | Петруччи        | Петруччи, Рудесс, Маянг, Джеймс ЛаБри | 6:59         |
| 3. | «Lost Not Forgotten»         | Петруччи        | Петруччи, Рудесс, Маянг, ЛаБри        | 10:11        |
| 4. | «This is the Life»           | Петруччи        | Петруччи, Рудесс                      | 6:57         |
| 5. | «Bridges in the Sky»         | Петруччи        | Петруччи, Рудесс, Маянг               | 11:01        |
| 6. | «Outcry»                     | Петруччи        | Петруччи, Рудесс, Маянг               | 11:24        |
| 7. | «Far from Heaven»            | ЛаБри           | Петруччи, Рудесс, ЛаБри               | 3:56         |
| 8. | «Breaking All Illusions»     | Маянг, Петруччи | Петруччи, Рудесс, Маянг               | 12:25        |
| 9. | «Beneath the Surface»        | Петруччи        | Петруччи                              | 5:26         |

### Специальное издание CD/DVD
Специальное издание включает в себя CD оригинальных композиций и DVD «The Spirit Carries On» — 60-минутное видео прослушивания барабанщиков.

### Коллекционное издание
Коллекционное издание включает в себя:
- Оригинальные версии всех композиций альбома
- Инструментальные версии всех композиций альбома
- DVD The Spirit Carries On — 60-минутное видео прослушивания барабанщиков
- Виниловые версии альбома (180-Gram Vinyl in Gatefold Jacket)
- Мат для винилового проигрывателя (англ. Custom Turntable Slipmat)
- Литография альбома
- 50 экземпляров издания содержат пожизненный билет на любые концерты Dream Theater (англ. "Ticket For Life")

Всё содержимое издания упаковано в подарочную коробку

## Позиции в чартах
| Чарт (2011)                 | Место |
| --------------------------- | ----- |
| Australian Albums Chart     | 17    |
| Canadian Albums Chart       | 9     |
| Dutch Albums Chart          | 2     |
| Finnish Albums Chart        | 1     |
| Hungarian Albums Chart      | 6     |
| Polish Albums Chart         | 38    |
| Portuguese Albums Chart     | 9     |
| UK Albums Chart             | 17    |
| UK Rock Chart               | 1     |
| Billboard 200 US Chart      | 8     |
| Italian Albums Chart        | 3     |
| Billboard Tastemaker Albums | 1     |

## Интересные факты
- Изначальное название композиции «Bridges in the Sky» — «Shaman’s Trance»[54]. Джон Петруччи решил переименовать композицию в связи с её текстом[25].
- A Dramatic Turn of Events является пятым по длине альбомом (77:05) после Metropolis Pt. 2: Scenes from a Memory, который длиннее его всего на одну секунду (77:06).
- A Dramatic Turn of Events является первым альбомом, когда Джон Маянг возвращается к написанию слов («Breaking All Illusions») после долгой паузы, начавшейся с «Fatal Tragedy» из Metropolis Pt. 2: Scenes from a Memory (1999).
- Видеоклип, снятый к композиции On The Backs of Angels, является самым долгим клипом за всю историю группы. Композиция не была укорочена[15].

## Участники записи

### Dream Theater
- Джеймс ЛаБри — вокал
- Джон Петруччи — гитара, бэк-вокал
- Джон Маянг — бас-гитара
- Джордан Рудесс — клавишные, континуум, iPad (MorphWiz)[21]
- Майк Манджини — ударные

### Продюсирование
- Джон Петруччи — продюсер
- Пол Нортфилд — звукорежиссёр
- Джо Манискалко — помощник звукорежиссёра
- Энди Уоллес — сведение
- Хью Сайм — художник обложки
- Тед Дженсен — мастеринг